# Enrico Cerasolo
Enrico I Cerasolo (1220 circa – Taranto, agosto 1274) è stato un arcivescovo cattolico italiano.

## Biografia
Nato intorno al 1220, apparteneva una famiglia di feudatari della Terra d'Otranto imparentata con i conti di Acerra. Viene menzionato per la prima volta nel 1252 come canonico di Otranto.
A seguito della morte di Federico II, essendo di famiglia guelfa, si oppose a Manfredi di Svevia e si rifugiò in esilio a Roma.
Con l'intervento del conte di Acerra, Tommaso II di Aquino, papa Innocenzo IV nel 1252 lo nominò arcivescovo di Taranto, sede vacante dal 1248.
Nonostante la nomina, continuò a vivere in esilio a Roma, dove si distinse patteggiando per un'alleanza tra il papa e il re d'Inghilterra, in funzione antisveva.
Nel marzo del 1257 si recò in Inghilterra, con l'arcivescovo Giovanni di Messina, per perorare questo progetto davanti al Parlamento inglese.
Nel 1266 si insediò nella sua arcidiocesi a seguito della morte di Manfredi e l'avvento degli angioini di Carlo I.
Dal nuovo re ottiene le decime sottratte dagli svevi e i diritti di pesca nel Mare Piccolo confiscati da Federico II.
Negli anni successivi si dedicò alla riorganizzazione dell'arcidiocesi tarantina.
Morì nel 1274 a Taranto e gli succedette un suo parente omonimo, Enrico II Cerasolo.